# Tele2 (俄罗斯)
有关同名的瑞典通信公司，请参阅t2.
t2（俄罗斯）是一家俄罗斯电信公司，由瑞典Tele2集团在俄罗斯收购部分网络的基础上成立，自 2003 年开始运营，目前由Rostelecom所有。截至 2020 年底，该公司为超过 4660 万用户提供移动通信服务。
截至 2020 年 9 月，Tele2 俄罗斯的运营范围包括68个俄罗斯联邦主体 。总部设在莫斯科  。
2022 年，瑞典Tele2 集团执行副总裁 Viktor Wahlström 表示，在与俄罗斯 Tele2 的当前品牌授权合同2023年三月到期后，该公司将不会续签这一协议，并正在研究提前终止许可协议的可能性和后果 。他没有解释作出这个决定的具体原因 。

## 历史
该公司的历史可以追溯到 1990 年代，当时美国-瑞典合资公司Millicom开始在俄罗斯提供蜂窝移动通信服务。 2001 年，Millicom 将其俄罗斯资产出售给瑞典 Tele2集团公司。
Tele2 品牌于 2003 年进入俄罗斯。在俄罗斯市场运营的头两年（2003-2004 年），Tele2 开始在 12 个地区提供服务。
2013 年 3 月 27 日，瑞典Tele2集团决定将 Tele2俄罗斯分公司出售给 VTB银行  。 4 月 4 日，交易完成  。
2013 年 10 月 17 日，VTB 将 Tele2 俄罗斯公司50% 股权出售给拥有Rossiya 银行的私人投资者。
2014 年 2 月 6 日， Rostelecom和 Tele2 （俄罗斯） 签署了合并的框架协议。根据协议条款，Rostelecom 将移动网络资产转让给合资公司，并成为合并后公司的股东之一。合资企业名为T2 Rus Holding LLC（后更名为T2 RTK Holding  ），将拥有Tele2（俄罗斯）属下的所有企业。
2014 年 8 月 5 日，Rostelecom 提前完成了与 Tele2（俄罗斯）的合并交易。交易完成后，Rostelecom 将其所有移动资产转让给了合资企业。新公司在全国范围内拥有丰富的牌照和频率资源（包括3G和LTE ），在 64 个地区开展业务，占有 16% 市场份额，有超过 3800 万用户 。
2020 年 2 月 12 日， Rostelecom 与VTB 银行和投资者财团签订协议，以收购合资企业余下股份。此交易已于 2020 年 3 月 16 日 完成。

## 拥有者

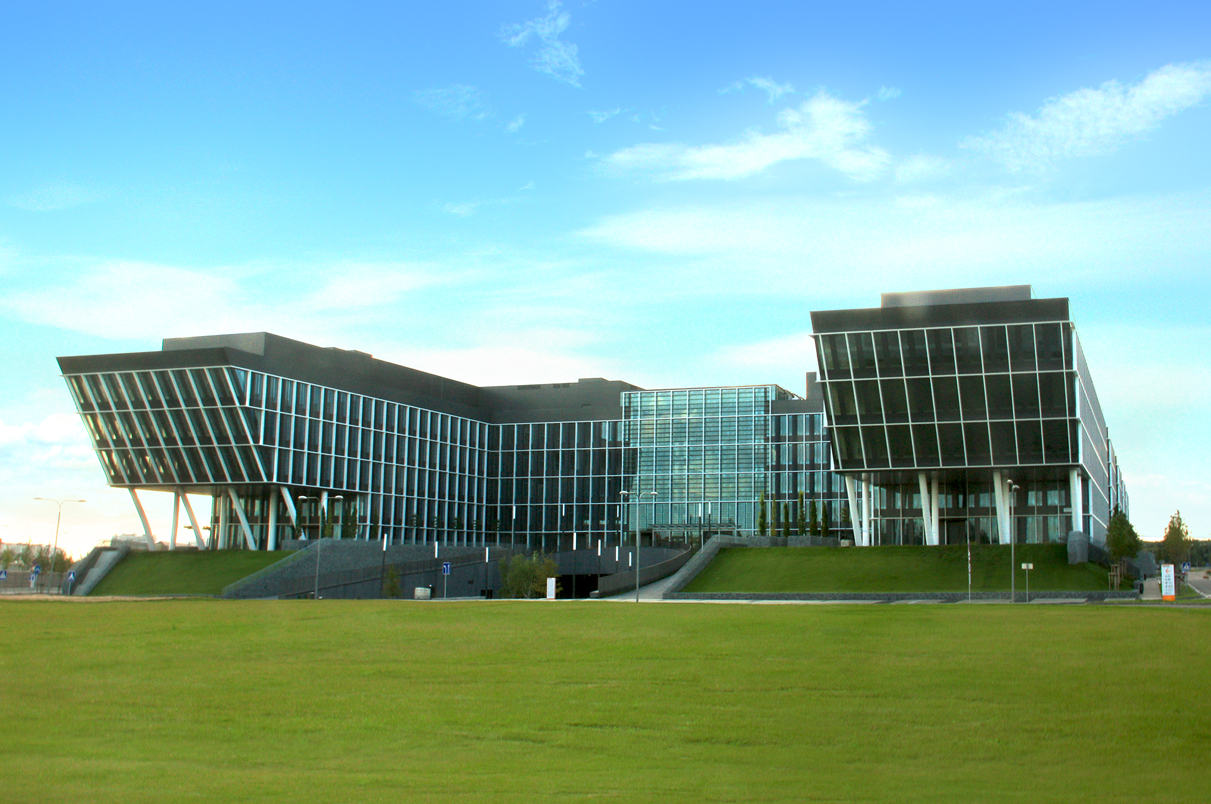
Tele2俄罗斯在莫斯科的总部

自2020年2月以来，Tele2俄罗斯 为Rostelecom全资子公司  。

## 管理团队
- Andrey Patoka - 首席执行官；
- Dmitry Lopatukhin，运营和区域发展总监；
- Nikolai Surikov，财务总监；
- Alexey Telkov，技术总监；
- Svetlana Skvortsova，战略规划和管理总监；
- Elena Ivanova，组织发展和人事管理总监；
- Igor Maistrenko，销售和大众市场开发总监；

## 业务
俄罗斯的 Tele2 是一家采用 GSM、3G 和 LTE 网络的移动运营商。在出售给 VTB 之前，Tele2 俄罗斯分公司是唯一一家在俄罗斯移动通讯市场上占有重要份额的外国公司。2013 年之前，俄罗斯是 Tele2 集团的重要市场，整个集团超过一半的用户来自俄罗斯。

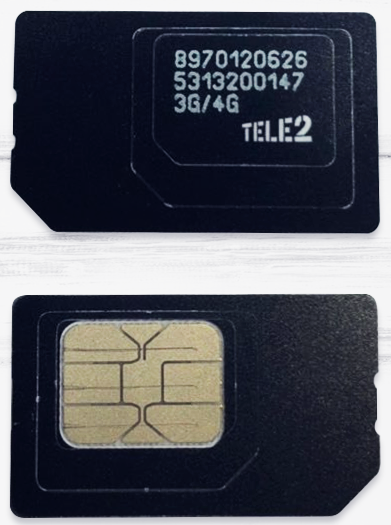
Tele2 SIM 卡

### eSIM
2019年 4 月 29 日，Tele2 （俄罗斯）在莫斯科市和莫斯科州率先提供了切换到eSIM的选项 ，成为俄罗斯首家提供此服务的运营商。

### 5G
2019年8月，Tele2与爱立信合作，在莫斯科特维尔大街开通了俄罗斯首个5G试验区，提供从克里姆林宫到花园环路的连续户外覆盖。这一5G试验区以 NSA（非独立组网）模式在 28 GHz 频段运行 。